# Greater Manchester Combined Authority
Stormanchester kombinerede myndighed er et område med en folkevalgt amtsborgmester (Metro mayor eller Mayor of Greater Manchester).
Selve myndigheden blev oprettet den 1. april 2011, men valget til den første borgmester (Metro mayor) fandt først sted den 4. maj 2017. Valget blev vundet af Andy Burnham fra Labour Party.
Den kombinerede myndighed omfatter kommunerne: Bolton, Bury, Oldham, Manchester, Rochdale, Salford, Stockport, Tameside, Trafford og Wigan, der alle ligger i det ceremonielle grevskab Greater Manchester i regionen Nordvestengland.
53°32′22″N 2°38′09″V / 53.5395°N 2.63597°V